# Галяу, Махмуд
Махмуд Галяу (настоящее имя — Махмуд Галяутдинович Марджани; 1886 — 1937) — татарский писатель, журналист, публицист, переводчик. Репрессирован.

## Биография
Махмуд Марджани родился 8 (по другим данным, 23) ноября 1886 года в селе Ташкичу (ныне — Арский район Татарстана) в семье учителя. В 1903 году он окончил медресе стал работать учителем в Астрахани. В годы своей работы в Астрахани начал писать статьи и фельетоны для изданий, выходивших на татарском языке. С 1907 года жил в Оренбурге, работал корректором, наборщиком в типографии, а в 1914 года возглавил собственное издательство «Белек», был издателем и редактором юмористического журнала «Кармак». Публиковался под псевдонимом Махмуд Галяу.
После установления Советской власти Галяу работал в сфере образования и ряде издательств Башкирской АССР, Оренбурга, Москвы. В 1925-1926 годах работал в Центриздате народов СССР в Москве в качестве консультанта кабинета. В 1934 году стал членом Союза писателей СССР.
В разгар сталинских репрессий Галяу был арестован по обвинению в причастности к татарским националистическим организациям («султангалиевщина»). 4 ноября 1937 года он был расстрелян по приговору суда, его прах был захоронен в братской могиле на Донском кладбище Москвы. Посмертно реабилитирован.
Являлся автором многих художественных произведений: очерков, рассказов, пьес, исторической эпопеи «Кровавые знаки». Кроме того, перевёл на татарский язык многие произведения А. С. Пушкина, Л. Н. Толстого, К. Н. Батюшкова, М. Ю. Лермонтова. Занимался научной работой, выпустил ряд брошюр, учебников, тюркскую хрестоматию.